# Riksmarschen

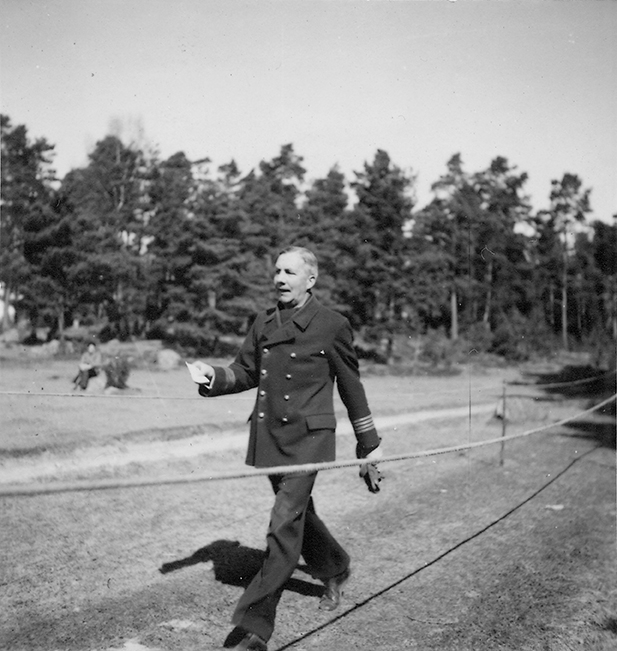
Chefen för Roslagens flygflottilj, Överste Herman Sundin deltar i Riksmarschen 1940.

Riksmarschen var en tävling inom motionsidrott i Sverige på 1940-talet.
Upprinnelsen var en allmän önskan om att stärka folkets hälsa och fosterlandskänsla under andra världskriget. Startåret var 1940, och Sveriges städer (kommuner) tävlade mot varandra. Arrangör var Svenska Gångförbundet och startavgiften var 25 öre. Damerna gick 10 km och herrarna gick 15 km.
1941 ville Finland vara med och tävla mot Sverige. 1,5 milj. finländare ställde upp mot en knapp miljon svenskar och vann således en förkrossande seger. Det var alltså en dundrande succé, men intresset avtog under de följande åren för att så småningom dö ut. På 1990-talet gjordes försök att återuppta riksmarschen till förmån för forskning kring cancer.